# Коуэн, Бретт
Питер Бретт Коуэн (род. 18 сентября 1969 года) — австралийский убийца. Коуэн был осуждён за убийство Дэниела Моркомба, 13-летнего мальчика, который пропал на Саншайн-Кост 7 декабря 2003 года. Похищение расследовалось более восьми лет, пока в августе 2011 года полиция не вышла на Коуэна. В том же месяце ему было предъявлено обвинение в убийстве, а останки Моркомба были обнаружены спустя несколько дней, 17 августа. Коуэн был приговорён к пожизненному заключению (с правом на условно-досрочное освобождение в 2031 году) 13 марта 2014 года в ходе судебного процесса, привлёкшего внимание всего мира. Коуэн был дважды судим за сексуальное насилие над детьми, первое преступление он совершил в 1987 году.
Расследование исчезновения Моркомба стало самым громким уголовным делом в Квинсленде за всю историю штата.

## Биография
Коуэн родился 18 сентября 1969 года в Банбери, Западная Австралия, в семье Марлин — домохозяйки, и Питера Коуэна — майора австралийской армии и ветерана Вьетнама, был третьим из четырёх мальчиков в семье. Родители дали своим детям католическое воспитание и, по мнению знакомых, были благополучной семьёй. Отца Коуэна часто не было дома из-за своих армейских обязанностей, и страдал от посттравматического стрессового расстройства. В начале 1970-х годов семья переехала в Брисбен, штат Квинсленд, поселившись в пригороде Эвертон Пара.
Коуэн и его три брата посещали колледж Марселлин, ныне известный как колледж Маунт-Мария, католическую среднюю школу в Митчелтоне в северной части Брисбена. Учитель английского языка в девятом классе утверждал, что Коуэн был в некотором роде «задирой», но существовало и почти противоположное мнение.
Коуэн подвергался издевательствам в школе и бросил её в десятом классе, позже начал подрабатывать, никогда не задерживаясь на одной работе дольше нескольких месяцев. В подростковом возрасте Коуэн с трудом смирился со своей бисексуальностью. По словам матери Коуэн рос трудным подростком, проблемы только усугубились, когда он стал участвовать в мелких преступлениях, его первая судимость была вынесена в возрасте 17 лет. К тому времени он регулярно употреблял ЛСД, кокаин и метамфетамины.

## Преступления

### Ранние преступления
Ранние преступления Коуэна, связанные с кражами и наркотиками, привели к тому, что он должен был выполнять общественные работы в парке в Брисбене. 5 декабря 1987 года, во время одной из своих смен, 18-летний Коуэн завёл 7-летнего ребёнка из парка в туалетную кабинку и изнасиловал его. Коуэн был приговорён к двум годам тюремного заключения в 1989 году, но отбыл только половину этого срока.
В сентябре 1993 года, проживая в Дарвине со своей 18-летней подругой Трейси Ханевельд, Коуэн заманил 6-летнего мальчика в заброшенный двор и изнасиловал его.

### Убийство Дэниела Моркомба
7 декабря 2003 года 13-летний Дэниел Моркомб вышел из дома и планировал сесть на автобус в 13:35, чтобы доехать до торгового центра Sunshine Plaza, постричься и купить рождественские подарки для своей семьи, но не вернулся. Автобус сломался на обочине дороги, и позже за пассажирами был отправлен другой. Однако этот автобус проехал мимо Дэниела, вышедшего из сломанного автобуса, и вскоре после этого, всего через три минуты, Коуэн похитил его. Коуэн жил в городе Бирва во время исчезновения Моркомба, и полиция обратилась к нему из-за его криминального прошлого и близости к району, где Моркомба видели в последний раз. Полицейский допрос Коуэна был проведён в июле 2005 года в Голд-Косте. Детектив Трейси Барнс, проводившая допрос, спросила Коуэна, признаёт ли он свою причастность к преступлению, на что он ответил: «Наверное, нет».
В последующие годы главным подозреваемым стал Дуглас Джеквей. Свидетели сообщили, что видели синий автомобиль недалеко от места исчезновения Моркомба, у Джеквея был автомобиль, который очень точно соответствовал описаниям свидетелей. Коуэн снова предстал перед полицией по делу Дэниела Моркомба шесть лет спустя. Коуэн заявил, что проехал по дороге, где Моркомба видели в последний раз, но он ехал туда только для того, чтобы перевезти мульчер, а также встретиться с продавцами каннабиса. Дальнейшее полицейское расследование показало, что продавец каннабиса не встречался с Коуэном в тот день, однако у полиции не было серьёзных улик, чтобы обвинить его в похищении и убийстве подростка. В это время Коуэн сменил имя и фамилию на Шаддо Хантер, возможно, чтобы скрыться от полиции. Монкрифф, тогдашняя жена Коуэна, позже призналась в суде, что солгала о местонахождении мужа в день исчезновения Моркомба.

## Арест
Офицер полиции под прикрытием, выдававший себя за криминального босса, известного как Пол Фитцсиммонс, подружился с Коуэном во время полёта в Перт в апреле 2011 года. Фитцсиммонс вошёл в доверие к Коуэну, и они стали друзьями. Из-за отсутствия каких-либо вещественных доказательств требовалось признание Коуэна. В последующие месяцы «банда» новых друзей Коуэна провела его через множество подставных преступлений. Банда предложила Коуэну повестку в суд за его алиби в деле Моркомба; однако он отрицал свою причастность. В августе 2011 года офицер смог вывести Коуэна на разговор об похищении Моркомба в конце концов Коуэн рассказал о своём участии в преступлении, признание было снято на видео.
В течение следующих нескольких дней Коуэн привёл полицейских под прикрытием к месту захоронения останков Моркомба, Коуэна арестовали на месте. 13 августа 2011 года Коуэн был взят под стражу и обвинён в убийстве Моркомба.

## Суд и приговор
7 февраля 2013 года Коуэн предстал перед судом. Судебный процесс в Верховном суде Квинсленда в столице штата Брисбене начался 10 февраля 2014 года под председательством судьи Рослин Аткинсон. Коуэн заявил, что признался только из-за выгодной денежной сделки, которую ему предложили.
Обвинение завершило рассмотрение дела 7 марта. Коуэн не признал себя виновным и отказался давать показания. 13 марта 2014 года Коуэн был признан виновным по всем пунктам обвинения. 14 марта 2014 года Коуэн был приговорён к пожизненному заключению с возможностью условно-досрочного освобождения через 20 лет.